# 이코마 지카나오
이코마 지카나오(일본어: 生駒親猶, 1691년 ~ 1753년)는 일본 에도 시대의 하타모토로, 야시마 이코마 가문의 5대 영주이다. 3대 영주 이코마 지카오키의 셋째 아들이며, 4대 영주 이코마 마사치카의 동생이다. 관직은 종5위하, 도노모노카미(主殿頭)이다.
호에이 3년(1706년), 형 마사치카가 사망하자 가문을 계승하였다. 호레키 3년(1753년)에 사망하였고, 이코마 지카카타가 그 뒤를 이었다.